# Trogoderma sternale
Trogoderma sternale är en skalbaggsart som beskrevs av Jayne 1882. Trogoderma sternale ingår i släktet Trogoderma och familjen ängrar.

## Underarter
Arten delas in i följande underarter:
- T. s. aspericolle
- T. s. complex
- T. s. deserti
- T. s. maderae
- T. s. plagifer
- T. s. sternale

## Bildgalleri

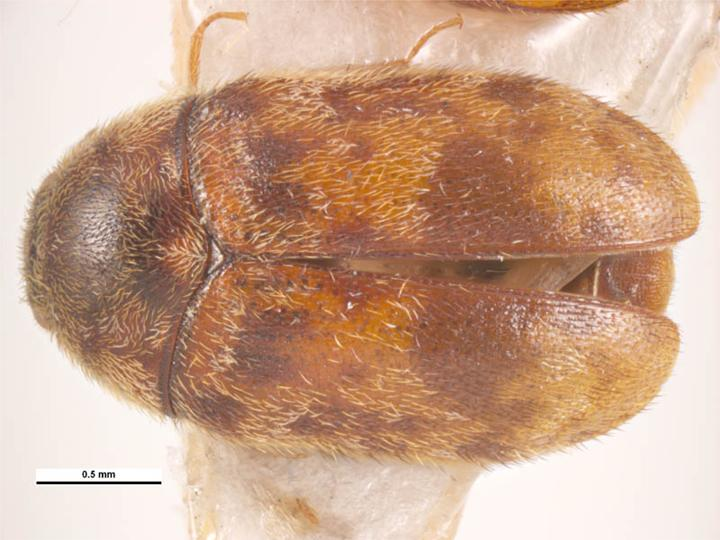